# Поль-Марі Жаморі-Дюбордьє
Поль-Марі Жаморі-Дюбордьє (фр. Paul Marie Gamory-Dubourdeau; 29 січня 1885, Плудальмезо — 10 січня 1963, Сур) — французький офіцер, доброволець військ СС, підполковник французької армії, оберштурмбаннфюрер СС.

## Біографія
В листопаді 1902 року вступив у французьку армію. З 1905 року служив у французьких колоніальних військах в Марокко. Учасник Першої світової війни. 10 листопада 1928 року вийшов у відставку, займався сільським господарством в Марокко. Після початку Другої світової війни 3 вересня 1939 року вступив добровольцем в армію. Учасник боїв з німецькими військами. Підтримав режим Віші, член Політичного керівництва Народної партії Жака Доріо. В 1943 році вступив у війська СС, керував підготовкою французьких добровольців у Бад-Тельці. 10 березня 1944 року очолив 57-й гренадерський полк військ СС (французький №1). Керував розгортанням полку в бригаду, в липні-серпні командував бригадою. 13 травня 1945 року потрапив в американський полон. В 1947 році засуджений судом Сени до декількох років ув'язнення.

## Нагороди
Отримав численні нагороди, серед яких:
- Круа-де-Герр
- Хрест Іноземного легіону
- Орден Почесного легіону, кавалерський хрест
- Воєнний хрест 1939—1945